# Tölö kyrka, Helsingfors
Tölö kyrka är en kyrkobyggnad i stadsdelen Bortre Tölö i Helsingfors. Kyrkan är ritad av den finländska arkitekten Hilding Ekelund som vann arkitekttävlingen 1927. Byggnaden stod färdig 1930 och representerar 1920-talsklassicism.
Den byggdes som församlingshem och invigdes som kyrka år 1941 då Tölö med norra utmarker blev en  egen församling.
Altartavlan är en bayersk målning av den 
korsfäste Jesus. Det var meningen att väggen skulle prydas av en målning av Henry Ericsson, men på grund av konstnärens död finns endast delar av hans skiss på platsen.
Orgeln är gjord av Kangasala orgelbyggeri. Kyrkan rymmer cirka 500 personer.

## Källa
1. 1 2  ”Tölö kyrka”. https://www.helsinginseurakunnat.fi/sv/artikkelit/ykpclyttd. Läst 12 augusti 2021.